# Gilles Cioni
Pour les articles homonymes, voir Cioni.
Gilles Cioni, né le 14 juin 1984 à Bastia en Haute-Corse, est un ancien footballeur professionnel corse. Il évoluait au poste de latéral droit.
Le 7 Juin 2023, Gilles Cioni intègre la cellule recrutement du Sporting Club de Bastia.

## Biographie
Gilles Cioni effectue sa formation de footballeur au Sporting Club de Bastia, le club de sa ville natale, en tant que défenseur latéral. Il compense sa taille modeste par son activité et son sens du collectif[réf. nécessaire]. Il intègre la réserve du Sporting lors de la saison 2004-2005, qui évolue à l'époque en Championnat de France amateur (CFA), où il côtoie de futurs professionnels (Yannick Cahuzac, Hervé Guy, Samir Bertin d'Avesnes…). Blessé, il ne joue toutefois que onze matches sous les couleurs bastiaises en CFA.
La saison suivante, l'équipe fanion du SCB est reléguée en Ligue 2. Longtemps en lice pour une remontée immédiate, l'équipe s'effondre en fin de saison. Cioni, avec le numéro 31, joue son premier match professionnel lors d'une déroute à Grenoble (5-1) et termine la saison avec quatre apparitions. Il signe en fin de saison son premier contrat professionnel, d'une durée d'un an, et hérite du numéro 21. Après six matchs, il est cependant écarté par l'entraîneur Bernard Casoni, qui lui préfère d'autres joueurs.
Cioni rejoint pour la saison 2007-2008 le Paris FC, en National. En trois saisons, il joue 83 matches, composant avec Julian Palmieri un flanc gauche redouté[réf. nécessaire] et devient même le capitaine de l'équipe parisienne, dirigée par l'entraîneur Jean-Luc Vannucci.
La saison 2010-2011 marque la descente du Sporting Club de Bastia en National : c'est la première fois que le club corse redescend au troisième échelon national depuis 1965. Cioni accepte de rejoindre le SCB pour un an sous contrat fédéral, avec pour objectif de remonter immédiatement en Ligue 2 et de sauver ainsi un club sportivement et financièrement à l'agonie. L'objectif est atteint, l'équipe remportant même le championnat du National.
Son contrat est reconduit pour deux ans à la suite de la remontée. Il fait partie du groupe qui permet au club corse de remporter dans la foulée le championnat de France de Ligue 2 en 2011-2012.

### Sélection
Le 6 juin 2009 il honore sa première sélection avec l'équipe de Corse pour une rencontre face au Congo (1-1). Il fait son entrée en jeu à la 55e minute.
Le 24 mai 2012, il inscrit son premier but en sélection face à la Squadra Internaziunale, équipe composée de joueurs de différentes nationalités coachée par Gérard Houllier. Le match se solde par un nul 2-2.

#### Buts en sélection
| N° | Date        | Lieu                                 | Adversaire             | Score | Résultat | Compétition |
| -- | ----------- | ------------------------------------ | ---------------------- | ----- | -------- | ----------- |
| 1. | 24 mai 2012 | Stade François Coty, Ajaccio, France | Squadra Internaziunale | 2–1   | 2-2      | Amical      |

### Reconversion
En septembre 2021, il intègre la 12e promotion 2021-2023 du DU Manager Général du CDES de Limoges.
Après les restructurations opérées au sein de la section professionnelle et plus récemment de l'académie, le Sporting Club de Bastia intensifie sa structuration en développant sa cellule de recrutement. Gilles Cioni, capitaine exemplaire du Sporting Club de Bastia lors de sa remontée depuis le National 3, est ainsi nommé recruteur du club le 7 Juin 2023. Il rejoint Pierre-Paul Antonetti, qui officie en tant que scout, et travaille main dans la main avec le coach Régis Brouard, et le président, Claude Ferrandi sur les recrutements du club.

## Palmarès

### Club
- Champion de France de National en 2011 avec le SC Bastia
- Champion de France de Ligue 2 en 2012 avec le SC Bastia
- Champion de France de National 3 (cinquième division) en 2019 avec le SC Bastia
- Champion de France de National 2 (quatrième division) en 2020 avec le SC Bastia
- Champion de France de National (troisième division) en 2021 avec le SC Bastia
- Finaliste de la Coupe de la Ligue en 2015 avec le SC Bastia

### Sélection
En mai 2010 il remporte la Corsica Football Cup avec la Corse.